# Чиж Віктор Станіславович
Віктор Станіславович Чиж — головний сержант десантно-штурмових військ Збройних сил України, учасник російсько-української війни, відзначився у ході російського вторгнення в Україну. Повний кавалер ордена «За мужність».

## Життєпис
Народився в Херсонській області.
З 2015 року брав участь в АТО на сході України.
Під час російського вторгнення в Україну служить у складі 80-ї окремої десантно-штурмової бригади.

## Нагороди
- орден «За мужність» I ступеня (23.04.2024) — за особисту мужність, виявлену у захисті державного суверенітету та територіальної цілісності України, самовіддане виконання військового обов’язку[1]
- орден «За мужність» II ступеня (21.04.2022) — за особисту мужність і самовіддані дії, виявлені у захисті державного суверенітету та територіальної цілісності України, вірність військовій присязі.[2]
- орден «За мужність» III ступеня (19.11.2021) — за особисту мужність, виявлену під час бойових дій, зразкове виконання військового обов'язку та з нагоди Дня Десантно-штурмових військ Збройних Сил України.[3]
- Нагрудний знак «Учасник АТО»[джерело?]
- Нагрудний знак «Знак пошани»
- відзнака Президента України «За участь в антитерористичній операції»[джерело?]